# Casco d'oro (film)
Casco d'oro (Casque d'or) è un film del 1952 diretto da Jacques Becker.
Il soggetto è basato sulla storia di Amélie Hélie, una prostituta realmente esistita nella Parigi del XIX secolo.

## Trama
Marie e il suo protettore Roland sono entrambi amici di Raymond, che li presenta a Georges Manda, un ragazzo che aveva conosciuto in prigione ma che ha cambiato vita e attualmente ha trovato un onesto lavoro come falegname. Raymond e Roland fanno parte di una banda di Apaches, capeggiata da Felix Leca, commerciante di vini. Presto tra Georges e Marie nasce un'attrazione; quando Roland se ne accorge, sfida il ragazzo in una sorta di “duello rusticano”, ma ha la peggio e muore. Anche Leca però è innamorato di Marie ed escogita un piano per togliere di mezzo Georges: denuncia Raymond dell'omicidio di Roland, sapendo che Georges andrà a costituirsi per salvare l'amico da un'ingiusta condanna.
Marie, inconsapevole della perfidia di Leca, chiede a quest'ultimo di adoperarsi in favore di Georges. Leca le promette che lo farà, ma ricatta sessualmente Marie per piegarla ai suoi desideri. Intanto Georges e Raymond riescono ad evadere: Raymond viene però gravemente ferito e muore. Georges si lancia alla ricerca di Leca e lo insegue fin nel cortile del commissariato di polizia, dove riesce ad ucciderlo e si lascia arrestare. Marie assisterà di nascosto all'esecuzione dell'uomo che, per amore di lei, ha compiuto il delitto.

## Riconoscimenti
- BAFTA: miglior attrice (Simone Signoret)
- Nastro d'argento al regista del miglior film straniero